# Ruth Neudeck
Ruth Neudeck, z domu Hartmann, po mężu Closius (ur. 5 lipca 1920 we Wrocławiu, zm. 29 lipca 1948 w Hameln) – nadzorczyni SS w hitlerowskim obozie koncentracyjnym Ravensbrück i zbrodniarka wojenna.

## Życiorys
Urodziła się w Breslau (obecnie Wrocław w Polsce). Przed skierowaniem do obozu koncentracyjnego pracowała jako księgowa płac. W czerwcu 1944, zobowiązana do służby, przybyła do obozu kobiecego w Ravensbrück, gdzie rozpoczęła szkolenie na SS-Aufseherin (nadzorczynię SS). Dzięki okrucieństwu, z jakim traktowała kobiety i dzieci w Ravensbrück, Neudeck szybko zdobywała uznanie obozowego kierownictwa. Już pod koniec lipca 1944 promowano ją na „Blockführerin” (kierowniczkę bloku). Zyskała sobie sławę jednej z najbardziej sadystycznych nadzorczyń: biła więźniarki posiadające wszy, kazała rozbierać im się do naga, następnie polewała je zimną wodą, po czym polecała stać na mrozie; jedna z ocalałych więźniarek opisała po wojnie jak Neudeck podcięła gardło innej więźniarce ostrzem łopaty.
W grudniu 1944 uzyskała kolejny awans, zostając „Oberaufseherin” (starsza nadzorczyni) w podobozie Ravensbrück Uckermark (formalnie pierwsza nadzorczyni w Uckermark), który w styczniu 1945 stał się obozem zagłady. Neudeck brała udział w selekcjach i osobiście nadzorowała oraz kierowała procesem eksterminacji ponad 5 tys. kobiet i dzieci w komorach gazowych tego obozu. Niezależnie od tego Neudeck i pozostałe nadzorczynie SS w Uckermark zyskały sobie sławę najokrutniejszych strażniczek w całym systemie obozów Ravensbrück. W marcu 1945 została kierowniczką podobozu Barth. Pod koniec kwietnia 1945 Neudeck zbiegła przed nadciągającymi oddziałami radzieckimi.
Po zakończeniu wojny została schwytana przez Brytyjczyków i następnie zasiadła na ławie oskarżonych w trzecim procesie załogi Ravensbrück wraz z innymi nadzorczyniami SS, które pełniły służbę w Uckermark. Proces odbywał się od 14 do 28 kwietnia 1948. Podczas składania wyjaśnień na rozprawie, Neudeck przyznała się do mordowania i maltretowania więźniów. Jak stwierdziła: „Gdy przejmowałam obóz Uckermark, było w nim ok. 4 tysiące więźniów różnych narodowości. Po sześciu tygodniach pozostało jedynie tysiąc z nich, reszta została zlikwidowana w komorze gazowej”. Neudeck skazana została na karę śmierci przez powieszenie. Wyrok wykonał angielski kat, Albert Pierrepoint, 29 lipca 1948 o godz. 9:00 w więzieniu w Hameln.